# صبير أنغلماني
صبير أنغلماني (الاسم العلمي:Opuntia engelmannii) هو نوع من النباتات يتبع جنس الصبير من الفصيلة الصبارية.